# Willem Maurits de Brauw (1876-1962)
Willem Maurits de Brauw ('s-Gravenhage, 26 mei 1876 - aldaar, 3 januari 1962) was een Nederlands jurist.

## Biografie
Jhr. mr. W.M. de Brauw was een lid van de adellijke tak van de familie De Brauw en een zoon van jhr. mr. Engelbert Nicolaas de Brauw (1849-1919) en jkvr. Adriana Margaretha van Doorn  (1850-1918). Zijn vader was advocaat en rechtsgeleerd adviseur van het huis van de koningin. Hij trouwde in 1901 met jkvr. Catherina Elisabeth van Reenen (1879-1951), dame du palais en lid van de familie Van Reenen, en in 1954 met Antonia Kanis (1906). Uit het eerste huwelijk werden vier kinderen geboren onder wie Jacob Hendrik de Brauw en Ariane Margaretha de Ranitz-de Brauw.
De Brauw promoveerde in de rechten op stellingen in 1899 in Utrecht. Daarna werd hij advocaat en procureur, vanaf 1920 rijksadvocaat en deken van de orde van advocaten in zijn geboortestad . In 1920 werd De Brauw aangesteld als rechtsgeleerd adviseur van het huis van de koningin, ter opvolging van zijn in 1919 overleden vader. Hij werd op zijn beurt in die functie opgevolgd door zijn zoon, jhr. mr. Jacob Hendrik de Brauw (1905-1975).
De Brauw was in de jaren 1920 voorzitter van de Nederlandse Juristen-Vereniging; zij vader was dit voor hem reeds geweest en zijn zoon zou het later ook worden.
De Brauw was ridder in de Orde van de Nederlandse Leeuw. Hij was ook grootofficier in de Huisorde van Oranje en kamerheer in bijzondere dienst sinds 1920.